# Світлана Кирлик
Світлана Кирлик Народилась 27 вересня 1974, Закарпатська область, УкраІна — українська художниця, працює в стилі пленерного живопису та абстракцій, член Національної спілки художників України (з 2017). Її творчість представлена у музеях та приватних колекціях в Україні, США, Мексиці.

## Біографія
1988—1993 — навчалася в Ужгородському коледжі мистецтв імені Адальберта Ерделі за спеціальністю «керамічне мистецтво».
2007—2013 — закінчила Закарпатську академію мистецтв за спеціальністю «живопис та мистецька освіта».
З 2008 року бере участь у виставках, симпозіумах та артпроєктах.

## Творчість і виставки
- 2022 — Гран-прі міжнародного фестивалю «Luty Fest» (Італія) за картину Skaly Maelli.

- 2024 — виставка «Кольорові подорожі», галерея «Ужгород»[1]

- 2024 — участь у проекті Art Map of Ukraine Музею сучасного мистецтва України[2]

- 2023 — виставка Барвисте Закарпаття у Музеї сучасного мистецтва України[3]

- 2017 — виставка Гексаграма у Закарпатському обласному художньому музеї ім. Й. Бокшая[4]

- Участь у Всеукраїнських трієнале абстрактного мистецтва та «Prechysta», Центр культури «Вернісаж», Чернівці[5]

## Міжнародні симпозіуми та пленери
- 2025 — Faith, Hope, Love, Угорщина (джерело)

- 2024 — Spring-Summer Buzz, Угорщина (джерело)

- 2021 — Чорна гора, Україна (джерело)

- 2019 — Silver Land Art, Україна (джерело)

- 2018 — Spring of Oskorushe, Чехія (джерело)

- Territories of Inspiration (EU Creative Europe), Синевир (джерело)

- Також брала участь у пленерах в Австрії, Італії, Чехії, Угорщині, Словаччині.

## Колекції
- Музей сучасного мистецтва України
- Приватні колекції у США, Європі, Мексиці, Канаді, Україні